# Pleasant Hill (Tennessee)
Pleasant Hill és una població dels Estats Units a l'estat de Tennessee. Segons el cens del 2000 tenia 544 habitants.

## Demografia
Segons el cens del 2000, Pleasant Hill tenia 544 habitants, 273 habitatges, i 143 famílies. La densitat de població era de 135,5 habitants/km².
Dels 273 habitatges en un 11% hi vivien nens de menys de 18 anys, en un 46,2% hi vivien parelles casades, en un 5,5% dones solteres, i en un 47,3% no eren unitats familiars. En el 45,8% dels habitatges hi vivien persones soles el 40,7% de les quals corresponia a persones de 65 anys o més que vivien soles. El nombre mitjà de persones vivint en cada habitatge era d'1,77 i el nombre mitjà de persones que vivien en cada família era de 2,4.
Per edats la població es repartia de la següent manera: un 11,2% tenia menys de 18 anys, un 2,4% entre 18 i 24, un 11,2% entre 25 i 44, un 11,4% de 45 a 60 i un 63,8% 65 anys o més.
L'edat mediana era de 72 anys. Per cada 100 dones de 18 o més anys hi havia 58,9 homes.
Entorn del 7% de les famílies i el 10,9% de la població estaven per davall del llindar de pobresa.

## Poblacions més properes
El següent diagrama mostra les poblacions més properes.